# 威廉·古柏
威廉·古柏 （英語：William Cowper，发音为/ˈkuːpər/ "Cooper"，1731年11月26日—1800年4月25日）是一位英国诗人和圣诗作者。他是那个时代最受欢迎的诗人之一，通过描绘日常生活和英国乡村场景，改变了18世纪自然诗的方向。在许多方面，他是浪漫主义诗歌的先行者之一。塞缪尔·泰勒·柯勒律治称他是“最好的现代诗人”，而威廉·华兹华斯特别欣赏他的诗作'Yardley-Oak'.他是诗人朱迪·马丹（Judith Madan）的侄子。
古柏患有严重的躁郁症，虽然他在热切的福音基督教中寻求避难，在他诗歌背后的灵感，他经常感到困惑，并担心他注定要受到永恒的诅咒。他的宗教感情以及与约翰·牛顿（圣诗奇异恩典的作者）的关系，体现于他大部分为人纪念的诗作之中。

## 生平
1731年，威廉·古柏出生于英格兰赫特福德郡的伯克翰斯德（Berkhamsted），母亲早亡。从威斯敏斯特公学毕业后，他在伦敦霍本（Holborn）伊利广场查普曼律师处见习，为从事律师职业接受训练。在此期间，他曾去叔叔阿什利·库珀家中度假，爱上了自己的堂妹西奥多拉，想与之结婚。但是，像詹姆斯·克罗夫特（1825年首次出版古柏写给西奥多拉的诗）所写，“她的父亲认为，关系如此亲近的人的结合是不恰当的，拒绝接受他的女儿和侄子的意愿。”这次拒绝使得古柏心烦意乱。
1763年，他去上议院任见习秘书，但是被职务考试前的紧张压垮，变得精神错乱，曾三次企图自杀，被送往圣奥尔本斯纳撒尼尔·考顿医生的疗养院。他的诗"Hatred and vengeance, my eternal portions" （有时称为“Sapphics”）是在他自杀未遂后写的。
复原以后，他和退休牧师莫利·恩明和玛丽·恩明夫妇一起住在亨丁頓，又和他们一起迁往奥尔尼，那里有一位约翰·牛顿牧师，曾是一名奴隶贩子，但是现在悔改，毕生致力于传播福音。不久，莫利·恩明从马上摔下而死，但是古柏仍然住在恩明家，非常依赖于玛丽·恩明。
在奥尔尼，牛顿邀请古柏创作圣诗，牛顿是编译。由此产生了1779年合作出版的《奥尔尼诗集》（Olney Hymns），其中包括“有一血泉血流盈滿”（There is a fountain fill'd with blood）和“神的道路奥秘难测”（God moves in a mysterious way）仍然是古柏的一些最熟悉的诗句。古柏的一些圣诗，以及原本收录在奥尔尼诗集中的其他几首，今天保存在“Sacred Harp”中。
1773年，古柏与恩明夫人订婚，又经历精神错乱的攻击，不仅想像他永远被打入地狱，而且上帝命令他献出自己的生命。因为这次生病取消了婚约，但是玛丽·恩明尽力照顾他，一年后，他开始恢复。1779年，牛顿离开奥尔尼前往伦敦后，古柏开始写诗歌。玛丽·恩明建议古柏写作The Progress of Error,，在写完讽刺（satire）后又写了另外7篇。所有这些均在1782年以Poems by William Cowper, of the Inner Temple, Esq..为题出版。

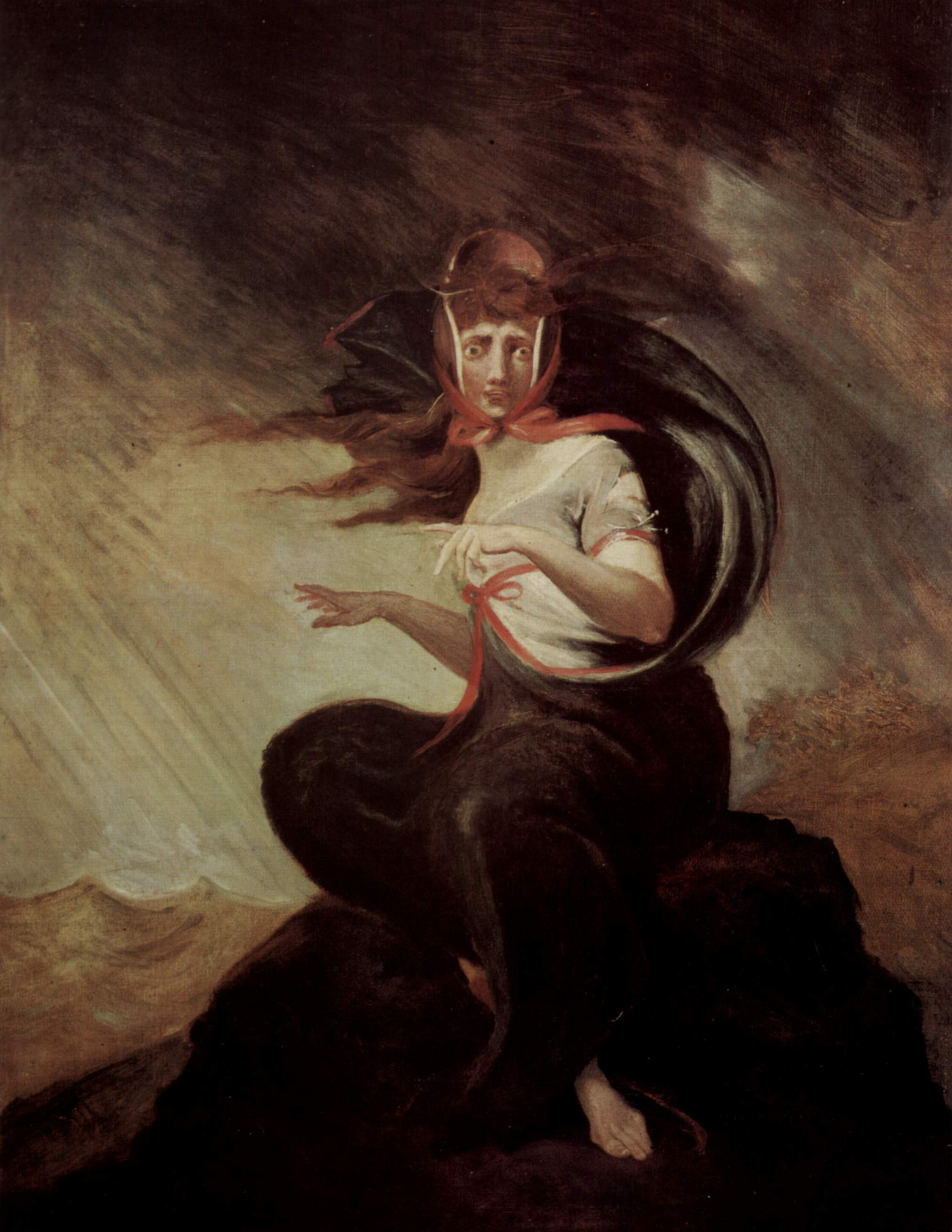
Crazy Kate,约翰·亨利希·菲斯利 (1806–1807)为古柏的《任务》所绘的插图

在出版的前一年，古柏遇见了世故而又迷人的寡妇奥斯丁夫人，成为他诗歌创作新的动力。古柏本人在他的著名作品任务（The Task）1785年第一版广告中说到这部作品的起源：

“...一位女士，喜欢无韵诗（blank verse），要求作者写一首这种类型的诗，题目是沙发。他遵从了，并且有许多空闲，串联到其他的主题，追逐思维的列车，让意识带着他转弯，使得长度变长，不是最初想要的一点点，而是一个严重事件--整整一册！”

在同一本书中，古柏还写了著名的幽默诗《痴汉骑马歌》（The Diverting History of John Gilpin）。
1786年，古柏和玛丽·恩明移居 Weston。此前不久，他与堂妹哈里特（西奥多拉的妹妹），现在的赫斯基思夫人关系密切。在这期间，他开始将荷马的《伊利亚特》和《奥德赛》翻译为无韵诗，1791年出版。这是本世纪早些时候亚历山大·蒲柏以来，这些史诗最重要的英文版本，不过也有批评说他过多模仿了约翰·弥尔顿。
1795年，古柏和玛丽·恩明移居诺福克，他们先住在北Tuddenham，然后迁居斯沃弗姆附近的邓纳姆洛奇，以及曼迪斯雷，最后定居在东迪勒姆。
1796年，玛丽·恩明去世，从此古柏陷入阴影，再也没有完全恢复。然而，他还是继续修改翻译的第二版的荷马史诗，还创作了情绪强烈而苍凉的诗作《被抛弃的人》（The Castaway），并将一些希腊诗歌翻译为英文，又将John Gay的Fables一部分翻译为拉丁文。
1800年4月25日，威廉·古柏患浮肿去世，埋葬在东迪勒姆圣尼古拉教堂的圣托马斯小堂。西敏寺有一扇窗户专门纪念他。

### 主要作品
- 《奥尔尼诗集》（Olney Hymns），1779年，与约翰·牛顿合作
- 《痴汉骑马歌》（The Diverting History of John Gilpin），1782
- 任务（The Task）1785年
- 荷马的《伊利亚特》和《奥德赛》，1791年（翻译自希腊文）

### 圣诗
在The Church Hymn book 1872中收入了古柏的15首圣诗 :
N. 127 Jesus! where'er thy people meet, 
n. 357 The Spirit breathes upon the word, 
n. 450 “有一血泉血流盈滿”（There is a fountain filled with blood）
n. 790 我當敬听主聲音（Hark！My Soul！It is the Lord）
n. 856 To Jesus, the Crown of my hope, 
n. 871 Far from the world, O Lord! I flee, 
n. 885 長久經歷已經表顯（My Lord! how full of sweet content，译于1782年), 
n. 932 What various hindranes we meet,
n. 945 願更與神親密同行（Oh，For a Closer Walk With God）
n. 965 When darkness long has veiled my mind, 
n. 1002 T is my happiness below, 
n. 1009 O Lord! in sorrow I resign, (译于1782年), 
n. 1029 O Lord! my best desire fulfill, 
n. 1043 There is a safe and secret place
n. 1060 God of my life! to thee I call
古柏著名的圣诗还有:
- 袮愛所給雖然甚多 （Of All the Gifts Thy Love Bestows）
- 我當敬听主聲音（Hark！My Soul！It is the Lord）

### 作品
- William Cowper的作品  - 古騰堡計劃
- Essays by William Cowper （页面存档备份，存于） at Quotidiana.org（页面存档备份，存于）
- Complete Poetical Works of William Cowper （页面存档备份，存于） at CCEL
- Hymns by William Cowper
- The Task, and Other Poems - 古腾堡计划
- Selected Poems at The Poet's Corner （页面存档备份，存于）
- Selected Poetry of Cowper at the University of Toronto
- Electronic text of Cowper's "Odyssey" translation at bibliomania.com
- Audio: Robert Pinsky reads "Epitaph On A Hare" by William Cowper (via poemsoutloud.net)

### 相关作品
- Detailed account of William Cowpers life in the 1911 Encyclopaedia Britannica (Scroll down to Cowper the poet)
- Cowper - 古腾堡计划
- The Town of Cowper by Thomas Wright (First Edition.  May 1886)
- The Stricken Deer, biography by David Cecil, 1929 and later editions.
- A Portrait of William Cowper: His Own Interpreter in Letters and Poems by Louise B. Risk, 2004.

### 其他
- Cowper and Newton Museum
- Cowper's Grave （页面存档备份，存于）